# Петров, Сергей Павлович
Серге́й Па́влович Петро́в (1913 — 1973) — советский дипломат. Чрезвычайный и полномочный посланник 1 класса.

## Биография
На дипломатической работе с 1948 года.
- В 1949—1954 годах — сотрудник Посольства СССР в США.
- В 1954—1956 годах — сотрудник центрального аппарата МИД СССР.
- В 1956—1960 годах — первый секретарь, советник Посольства СССР в Бирме.
- В 1961 году — на ответственной работе в центральном аппарате МИД СССР.
- В 1961—1964 годах — советник Посольства СССР в Гане.
- В 1964—1966 годах — на ответственной работе в центральном аппарате МИД СССР.
- В 1966—1967 годах — советник-посланник Посольства СССР в Гвинее.
- С 7 сентября 1967 по 30 мая 1969 года — чрезвычайный и полномочный посол СССР в Республике Берег Слоновой Кости[1].
- В 1970—1972 годах — сотрудник Секретариата ООН в Нью-Йорке.
- В 1972—1973 годах — на ответственной работе в центральном аппарате МИД СССР.

Похоронен на 26 участке Введенского кладбища в Москве.